# Горностаево (городской округ Коломна)
Горноста́ево — деревня в городском округе Коломна Московской области. Население — 76 чел. (2021). До 21 апреля 2017 года входила в состав сельского поселения Непецинское Коломенского района Московской области.

## География
Деревня расположена в северо-западной части городского округа, в 16 км к северо-западу от Коломны, на левом берегу реки Северки, напротив посёлка Индустрия, расположенного на противоположном берегу. В 3 км к востоку от деревни — платформа Непецино Большого кольца Московской железной дороги.

## История

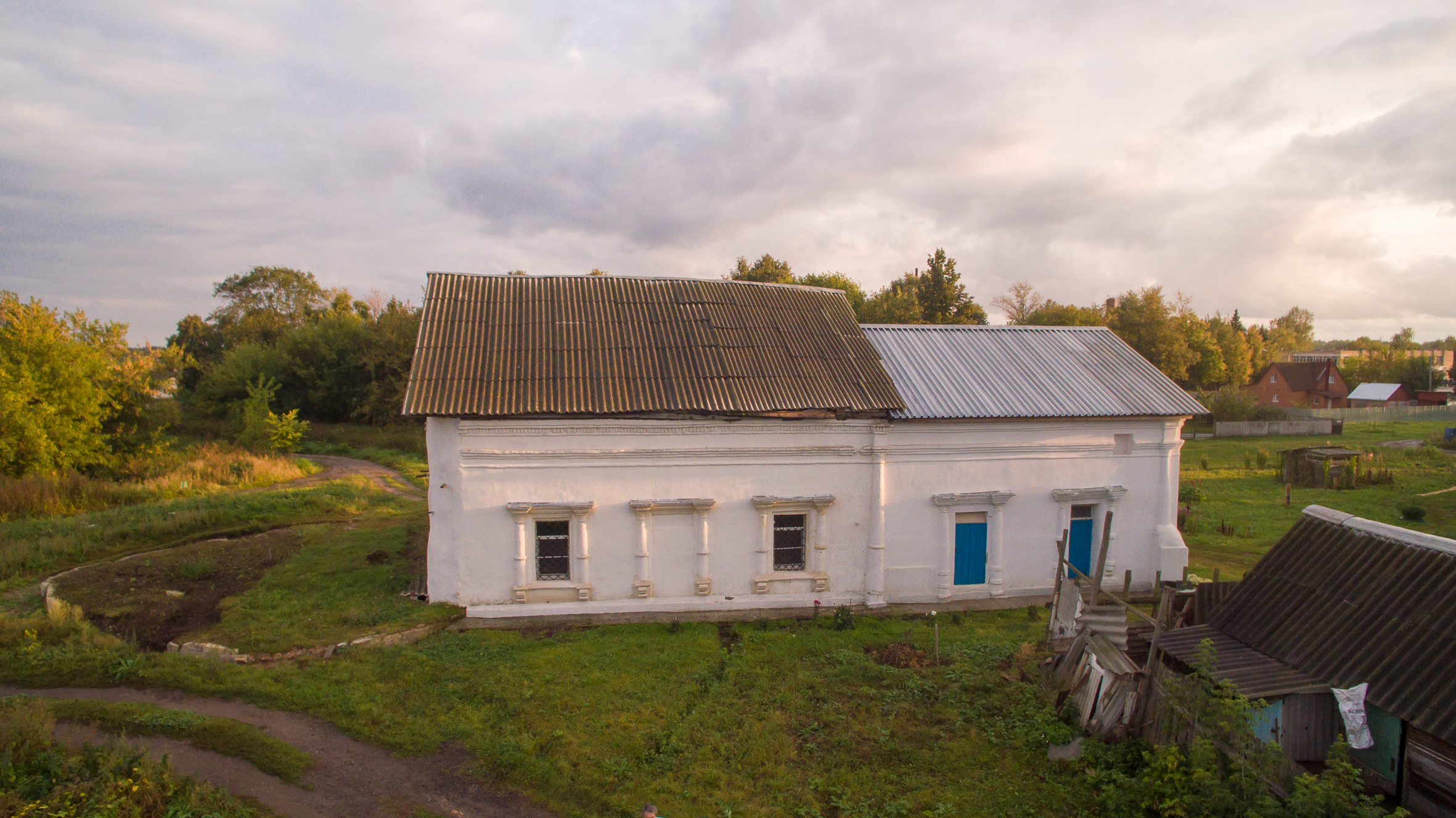
Церковь Владимирской иконы Божией Матери, Горностаево

С конца XVII века к деревне относилась Церковь Владимирской иконы Божией Матери, взорванная в 1935 году, её остатки теперь расположены на территории посёлка Индустрия. В 1911 году в деревне была дворянская усадьба, принадлежавшая братьям Жучковым.

## Население
| 2002 | 2006 | 2010 | 2021 |
| ---- | ---- | ---- | ---- |
| 23   | ↘18  | ↘16  | ↗76  |